# Contenu mobile
 (août 2021).
 (août 2021).
Si vous disposez d'ouvrages ou d'articles de référence ou si vous connaissez des sites web de qualité traitant du thème abordé ici, merci de compléter l'article en donnant les références utiles à sa vérifiabilité et en les liant à la section « Notes et références ».
Le contenu mobile est un contenu qui est visualisé ou utilisé sur les téléphones mobiles, comme les sonneries, les graphiques, les offres de réduction, les jeux, les films et la navigation GPS. L'utilisation des téléphones mobiles s'étant développée depuis le milieu des années 1990, l'importance de ces appareils dans la vie quotidienne a augmenté en conséquence. Les propriétaires de téléphones mobiles peuvent désormais utiliser leurs appareils pour prendre des rendez-vous dans leur calendrier, envoyer et recevoir des messages texte (SMS), écouter de la musique, regarder des vidéos, filmer des vidéos, échanger des coupons contre des achats, consulter des documents de bureau, obtenir des instructions de conduite sur une carte, etc. L'utilisation du contenu mobile s'est développée en conséquence.
Les téléphones avec appareil photo ne se contentent pas de présenter mais produisent des médias, par exemple des photographies de quelques millions de pixels, et peuvent faire office de caméras vidéo de poche.
Le contenu mobile peut également faire référence au texte ou au multimédia hébergé sur des sites web, qui peuvent être soit des pages Internet standard, soit des pages mobiles spécifiques.

## Transmission
Le contenu mobile par SMS reste la principale technologie de communication utilisée pour envoyer des messages aux consommateurs mobiles, notamment des contenus simples tels que des sonneries et des fonds d'écran. Comme le SMS est la principale technologie de messagerie utilisée par les jeunes, il reste le moyen le plus efficace d'atteindre ce marché cible. Le SMS est également omniprésent et touche un public plus large que toute autre technologie disponible dans l'espace mobile (MMS, bluetooth, e-mail mobile ou WAP). Plus important que tout, le SMS est extrêmement facile à utiliser, ce qui fait que son adoption augmente de jour en jour.
Bien que le SMS soit une technologie ancienne qui pourrait un jour être remplacée par des technologies telles que le service de messagerie multimédia (MMS) ou le WAP, le SMS gagne fréquemment de nouveaux pouvoirs. Un exemple est l'introduction d'applications par lesquelles des tickets mobiles sont envoyés aux consommateurs par SMS, qui contient un WAP-push contenant un lien où un code-barres est placé. Cela remplace clairement le MMS, dont la portée est limitée et qui souffre encore de problèmes d'interopérabilité.
Il est important de continuer à renforcer la confiance des consommateurs dans l'utilisation des SMS pour les applications de contenu mobile. Cela signifie que si un consommateur a commandé un nouveau fond d'écran ou une nouvelle sonnerie, il faut que cela fonctionne correctement, rapidement et de manière fiable. Il est donc important de choisir le bon fournisseur de passerelle SMS afin de garantir la qualité du service tout au long du parcours du contenu SMS jusqu'à son arrivée sur le mobile du consommateur.
Les téléphones modernes sont équipés de Bluetooth et de communication en champ proche. Cela permet d'envoyer des vidéos d'un téléphone à l'autre par Bluetooth, ce qui présente l'avantage de ne pas facturer les données. 

## Types de contenu

### Apps
Le développement d'applications mobiles, également connu sous le nom d'applications mobiles, est devenu un marché important du contenu mobile depuis la sortie du premier iPhone d'Apple en 2007. Avant la sortie du téléphone d'Apple, le marché des applications mobiles (en dehors des jeux) était assez limité. L'offre groupée de l'iPhone avec une boutique d'applications, ainsi que le design et l'interface utilisateur uniques de l'iPhone, ont contribué à une forte augmentation de l'utilisation des applications mobiles. Cela a également permis à d'autres acteurs d'accroître leur concurrence. Par exemple, la plateforme Android de Google pour le contenu mobile a encore augmenté la quantité de contenu d'application disponible pour les abonnés au téléphone mobile.
Parmi les exemples d'applications mobiles, citons les applications permettant de gérer les horaires de voyage, d'acheter des billets de cinéma, de visionner des contenus vidéo, de gérer les flux d'informations RSS, de lire la version numérique des journaux populaires, d'identifier la musique, de regarder les constellations d'étoiles, de consulter Wikipédia, et bien plus encore. De nombreuses chaînes de télévision ont leur propre application pour promouvoir et présenter leur contenu. iTyphoon est un exemple d'application mobile utilisée pour fournir des informations sur les typhons aux Philippines. 

### Jeux
Les jeux mobiles sont des applications qui permettent de jouer à un jeu sur un téléphone portable. Les principales catégories de jeux mobiles sont les suivantes : casse-tête/stratégie, rétro/arcade, action/aventure, cartes/casino, quiz/mots, sports/course, classées par ordre approximatif de popularité.
Le premier jeu sur téléphone mobile est une version de Tetris sur le Hagenuk MT-2000 en 1994,. Trois ans plus tard, Nokia lance Snake dans certains de ses modèles en 1997. Snake et ses variantes, préinstallés sur tous les appareils mobiles fabriqués par Nokia, est depuis devenu l'un des jeux vidéo les plus joués et se trouve dans plus de 350 millions d'appareils à travers le monde. 
L'arrivée de plus en plus de titres à succès sur mobile a fait naître de nouvelles opportunités de carrière pour les joueurs professionnels, de ce fait l'esport mobile connaît une croissance importante.
Les adolescents sont trois fois plus susceptibles que les plus de vingt ans de jouer à des jeux sur téléphone cellulaire. 

### Images
Les images mobiles sont utilisées comme fond d'écran d'un téléphone portable, et sont également disponibles comme économiseurs d'écran. Sur certains téléphones, les images peuvent également être configurées pour s'afficher lorsqu'une personne particulière appelle les utilisateurs. Des sites tels que adg.ms permettent aux utilisateurs de télécharger du contenu gratuit, mais les opérateurs de services tels que Telus Mobility (en) bloquent les téléchargements de sites non Telus. 

### Musique
La musique mobile est un fichier audio qui est lu sur un téléphone mobile. La musique mobile est normalement formatée en tant que fichier AAC (Advanced Audio Coding) ou MP3, et existe en plusieurs formats différents. Les sonneries monophoniques étaient la première forme de sonnerie et jouaient un son à la fois. Elle a été améliorée avec les sonneries polyphoniques, qui jouaient plusieurs sons en même temps afin de créer une mélodie plus convaincante. L'étape suivante a consisté à jouer des clips de chansons réelles, qui ont été baptisés Realtones. Ces dernières ont la préférence des maisons de disques, car cette évolution de la sonnerie leur a permis d'obtenir une part du marché lucratif des sonneries. En bref, les Realtones génèrent des redevances pour les maisons de disques (les propriétaires de l'enregistrement principal) ainsi que pour les éditeurs (les auteurs), mais lorsque des sonneries monophoniques ou polyphoniques sont vendues, seules des redevances d'édition ou « mécaniques » sont dues, car aucun enregistrement principal n'a été exploité. Certaines entreprises font la promotion des covertones, qui sont des sonneries enregistrées par des groupes de reprises pour ressembler à une chanson célèbre. Depuis peu, il existe des sonneries de retour d'appel, qui sont jouées à la personne qui appelle le propriétaire de la sonnerie. Les sonneries vocales sont des sonneries qui font entendre une personne qui parle ou qui crie plutôt que de la musique, et il existe plusieurs sonneries de sons naturels et quotidiens. 
Les Realtones sont la forme la plus populaire de sonneries. À titre d'exemple, elles captent 76,4 % du marché américain des sonneries au deuxième trimestre 2006, suivies par les sonneries monophoniques et polyphoniques à 12 % et les sonneries de retour d'appel à 11,5 % - mais les sonneries monophoniques et polyphoniques perdent en popularité tandis que les sonneries de retour d'appel augmentent, une tendance que l'on retrouve dans le monde entier. Une innovation récente est la singtone, par laquelle « la voix de l'utilisateur est enregistrée en train de chanter sur un morceau de musique populaire, puis « ajustée » automatiquement pour avoir un bon son. Elle peut ensuite être « téléchargée comme sonnerie ou envoyée sur le téléphone portable d'un autre utilisateur », explique le directeur de Synchro Arts, les développeurs.
Outre la musique mobile, il existe des téléchargements de morceaux complets, c'est-à-dire des morceaux entiers codés pour être lus sur un téléphone portable. Ils peuvent être achetés et achetés sur le réseau mobile, mais les frais de transmission de données peuvent rendre cette opération prohibitive. L'autre moyen d'obtenir une chanson sur un téléphone mobile est de la « charger latéralement », ce qui implique normalement de télécharger la chanson sur un ordinateur, puis de la transférer sur le téléphone mobile via des connexions Bluetooth, infrarouges ou par câble. Il est possible d'utiliser un morceau complet comme sonnerie. Ces dernières années, des sites web ont vu le jour pour permettre aux utilisateurs de télécharger des fichiers audio et de les personnaliser en sonneries à l'aide d'applications spécialisées, notamment Myxer (en), MobilesRingtones, Bongotones, Ringtoneslab et Zedge (en).
La musique mobile est en train de devenir une partie intégrante de l'industrie musicale dans son ensemble. En 2005, la Fédération internationale des industries phonographiques (IFPI) a déclaré qu'elle s'attendait à ce que la musique mobile génère plus de revenus que la musique en ligne avant la fin de cette année. Au cours du premier semestre 2005, le marché de la musique numérique a connu une croissance suffisante pour compenser la baisse du marché de la musique traditionnelle - sans compter la vente de sonneries, qui constitue toujours la majorité des ventes de musique mobile dans le monde. 

### Vidéo
La vidéo mobile se présente sous plusieurs formes, notamment 3GPP, MPEG-4, RTSP et Flash Lite (en).[réf. nécessaire]

### Mobishows et cellsodes
Un Mobishow ou un Cellsode sont des termes qui décrivent un programme/série de qualité radiodiffusion qui a été produit, dirigé, monté et encodé pour le téléphone portable. Les Mobishows et les Cellsodes peuvent aller de courts clips vidéo, tels que des conseils sur les paris ou les derniers potins de célébrités, à des séries dramatiques d'une demi-heure. Parmi les exemples, citons The Ashes et Mr Paparazzi Show, qui ont tous deux été créés pour être visionnés sur un téléphone portable. 

## Streaming

### Radio
La radio mobile en continu est une application qui diffuse des chaînes audio à la demande ou des stations de radio en direct sur le téléphone mobile. Aux États-Unis, mSpot a été la première société à développer et à commercialiser la radio en continu, qui a été lancée en mars 2005 sur Sprint.[réf. nécessaire] Aujourd'hui, tous les grands opérateurs proposent une sorte de service de radio en continu, avec des stations programmées basées sur des genres populaires et des stations en direct comprenant à la fois de la musique et des débats. 

### TV
La vidéo mobile se présente également sous la forme de la télévision en continu sur le réseau mobile, qui doit être un réseau 2,5G ou 3G minimum. Cela ressemble à une station de télévision dans la mesure où l'utilisateur ne peut pas choisir de voir ce qu'il souhaite mais doit regarder ce qui est sur la chaîne à ce moment-là.
Il existe également la télévision par diffusion mobile, qui fonctionne comme une station de télévision traditionnelle et diffuse le contenu sur un spectre différent. Le réseau mobile est ainsi libéré pour gérer les appels et les autres utilisations de données et, en raison de la nature « one-to-many » de la TV mobile, la qualité vidéo est bien meilleure que celle diffusée sur les réseaux mobiles, qui sont des systèmes « one-to-one ».
Le problème est que les technologies de diffusion ne disposent pas d'une liaison montante naturelle. Pour que les utilisateurs puissent interagir avec le flux TV, le service doit être étroitement intégré au réseau mobile de l'opérateur. Les principales technologies de diffusion télévisuelle sont le DVB-H, la diffusion multimédia numérique (DMB) et le MediaFLO (en). 

### Vidéo en direct
La vidéo en direct peut également être diffusée et partagée à partir d'un téléphone portable grâce à des applications comme Qik (en) et InstaLively. La vidéo téléchargée peut être partagée avec des amis par courrier électronique ou sur des sites de réseaux sociaux. La plupart des applications de streaming vidéo en direct fonctionnent sur le réseau cellulaire ou par Wi-Fi. Elles exigent également que la plupart des utilisateurs disposent d'un plan de données auprès de leur opérateur de téléphonie mobile. 

## Tendances internationales
Depuis la fin des années 1990, le contenu mobile est devenu un marché de plus en plus important dans le monde entier. Les Sud-Coréens sont les leaders mondiaux[réf. nécessaire] en matière de contenu mobile et de réseaux mobiles 3-G, puis les Japonais, suivis de près par les Européens, sont de grands utilisateurs de leurs téléphones mobiles et obtiennent depuis des années du contenu mobile personnalisé pour leurs appareils. En fait, l'utilisation des téléphones mobiles a commencé à dépasser l'utilisation des PC dans certains pays. Aux États-Unis et au Canada, l'utilisation du téléphone mobile et l'utilisation du contenu mobile qui l'accompagne ont été plus lentes à se développer en raison de problèmes politiques et parce que les réseaux ouverts n'existent pas en Amérique.
Si l'on en croit les tendances actuelles, le contenu des téléphones mobiles jouera un rôle croissant dans la vie de millions de personnes à travers le monde dans les années à venir, car les utilisateurs dépendront de leurs téléphones mobiles pour rester en contact non seulement avec leurs amis, mais aussi avec les nouvelles du monde, les résultats sportifs, les derniers films et la musique, etc.
Le contenu mobile est généralement téléchargé via des sites WAP, mais de nouvelles méthodes se développent. En Italie, 800 000 personnes sont inscrites à Passa Parola, une application qui permet aux utilisateurs de parcourir une grande base de données de contenus mobiles et de les télécharger directement sur leur téléphone. Cet outil peut également être utilisé pour recommander du contenu à d'autres personnes, ou pour envoyer du contenu en cadeau.
De plus en plus de personnes commencent également à utiliser des applications comme Qik pour télécharger et partager leurs vidéos depuis leur téléphone portable vers Internet[réf. nécessaire]. Un logiciel pour téléphone portable comme Qik permet à l'utilisateur de partager ses vidéos avec ses amis par le biais d'emails, de SMS, et même de sites de réseaux sociaux comme Twitter et Facebook.
Selon un rapport de Pew Research de 2016 intitulé The Modem News Consumer, 70 % des personnes âgées de 18 à 29 ans préfèrent obtenir des nouvelles à partir d'appareils mobiles plutôt que d'ordinateurs de bureau, tandis que ce chiffre est de 53 % pour les personnes âgées de 30 à 49 ans. 